# Görzi grófság
A Görzi grófság (olaszul Contea di Gorizia, németül Grafschaft Görz, szlovénül Goriška grofija, friuliul Contee di Gurize), az 1365-től hercegesített Görzi grófság, a Német-római Birodalom egyik állama volt. A görzi grófok (vagy más néven Meinhardinerek) eredetileg az Aquileiai patriarkátus ispánjaiként (Vogt) rendelkeztek sok feudum fölött Linz környékén és az északkelet-itáliai Friuli régióban, és székhelyük Görzben volt (a mai Goriziában).
1253-ban a görzi grófok kezébe került öröklés útján a Tiroli grófság is. Utóbbit 1271-től a dinasztia görzi-tiroli ága uralta, amelynek férfiága 1335-ben kihalt. A másik ág egészen 1500-ban történt kihalásáig uralkodott a görzi és a linzi területek felett, amelyeket ezután az osztrák Habsburg-ház szerzett meg.

## Története

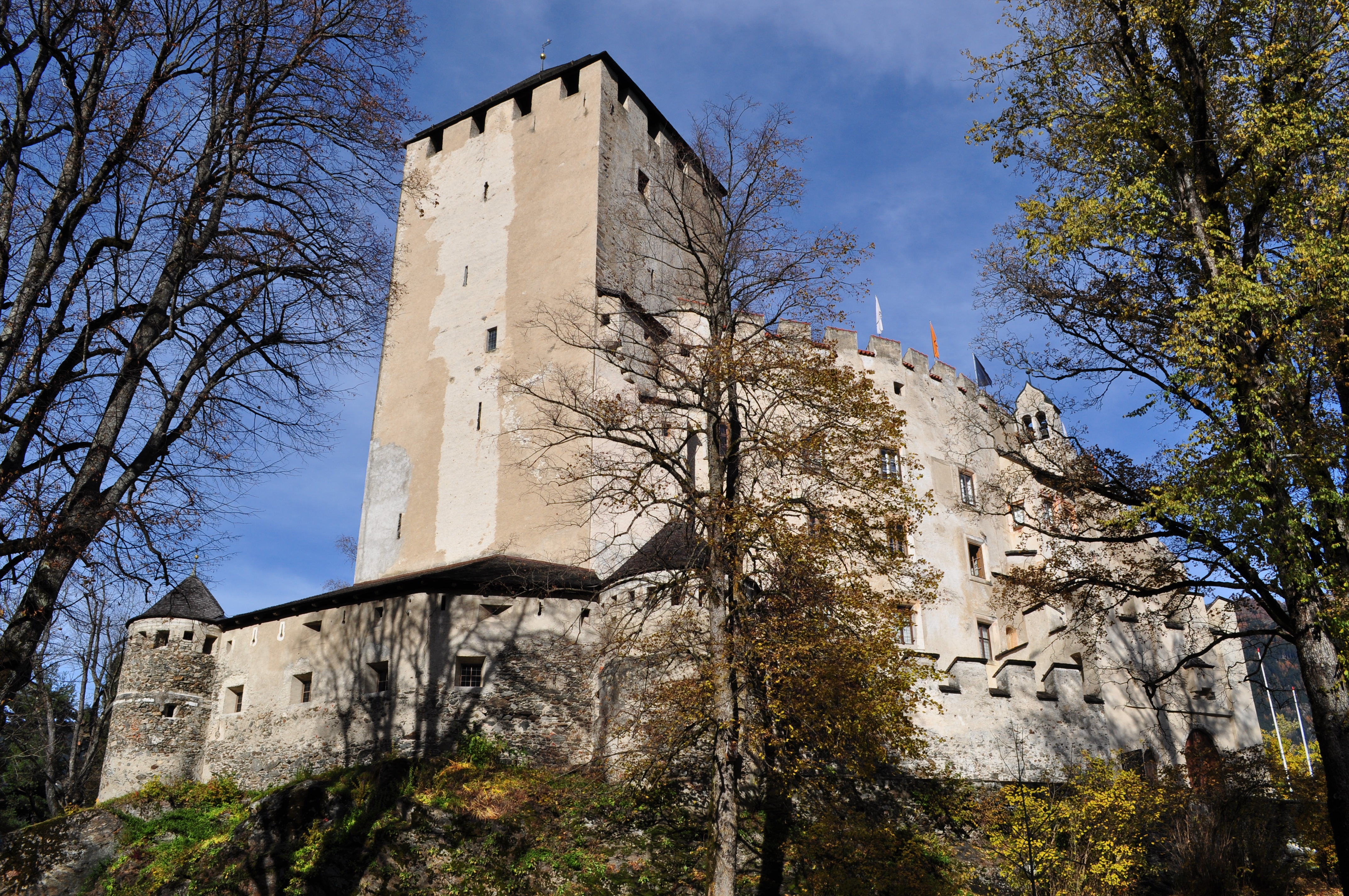
A brucki vár Lienzben.

I. Meinhardot, a Meinhardiner nemesi család egyik leszármazottját, akinek Lienz körül voltak birtokai, 1107-ben említik először. Az auileiai pátriárkák helytartójaként (vogt) a korábbi Friuli őrgrófság területén kapott nagy hűbérbirtokokat, köztük Görz (Gorizia) városát, és 1127-től a Görz grófja (Graf von Görz) címet használta.
A grófság határai gyakran változtak a következő négy évszázadban, részben az Aquileiával és másokkal való gyakori háborúk miatt, részben mert a terület két külön mag köré rendeződött. Az egyik terület a Dráva felső folyásánál elhelyezkedő Lienz körül terült el, Innichenig a Puster-völgyben, a másik pedig a Friuliban elhelyezkedő Görz körül.

### Görz-Tirol
Meinhard leszármazottját III. Görzi Meinhardot, II. Frigyes Hohenstauf császár követőjét, a hercegi Babenberg-ház kihalása után 1248-ban kinevezték Stájerország fejének. Háborúba keveredett a szomszédos Karintiai hercegséggel, de Bernhard von Spanheim herceg és a fia, Fülöp salzburgi érsek csapatai 1252-ben Greifenburgnál legyőzték. A grófság mégis ekkortájt érte el hatalma csúcsát, amikor III. Meinhard megörökölte a Tiroli grófságot az apósától, IV. Albert tiroli gróftól egy évvel később.
Miután III. Meinhard 1258-ban meghalt, a fiai kezdetben közösen uralkodtak, majd 1271-ben felosztották az örökséget. Az idősebbik, IV. Meinhard a Puster-völgytől keletre eső tiroli területeket kapta, az öccse Albert pedig a régi Meinhardiner-földeket tartotta meg Lienz és Görz környékén. Halála után a Görzi grófságot tovább osztották a fiai között. A Görznél elhelyezkedő „belső grófság” ura III. Henrik lett, a Lienz körüli „külső grófságé” pedig Albert. Mikor Henriket 1323-ban meggyilkolták, a görzi földek négyfelé szakadtak. A görzi grófok ideiglenesen az olasz Trevisói őrgrófság (Marca Trevigiana) és az Isztriai őrgrófság Pazin körüli maradéka (Mitterburg) feletti ellenőrzést is megszerezték, amit 1365-ben III. Albert átruházott a Habsburg-házra.
1365-ben VI. Görzi Meinhard hercegesített grófi rangot kapott IV. Károly német-római császártól. Ezzel a grófság neve is megváltozott, így lett Gefürstete Grafschaft Görz. (Gefürstete Graf azt jelenti, "hercegesített gróf", azaz olyan gróf, akit hercegi jogokkal ruháztak fel.) A Meinhardinerek hatalmát azonban jelentős csapások érték hatalmas szomszédaik, az ausztriai Habsburgok és a Velencei Köztársaság részéről. Miután a Habsburgok megszerezték a Karinthiai hercegséget, 1335-ben a Kraini őrgrófsággal és 1363-ban a Tiroli grófsággal, a görziek Lienz körül megmaradt területei tüskét jelentettek az oldalukban, mivel elválasztották egymástól a dinasztia "örökletes földjeit". A Patriarkátus korábbi friulii területeit Velence szerezte meg, és 1434-ben beolvasztotta saját "Domini di Terraferma" területei közé.
A velencei Tízek Tanácsa egészen a városállam isztriai Stato da Màr területekig terjedően igényt tartott Görz "belső grófsága" földjére. A nyomás alatt a görzi grófok a lienzi Bruck-kastélyba helyezték át a székhelyüket.

### A Habsburgok

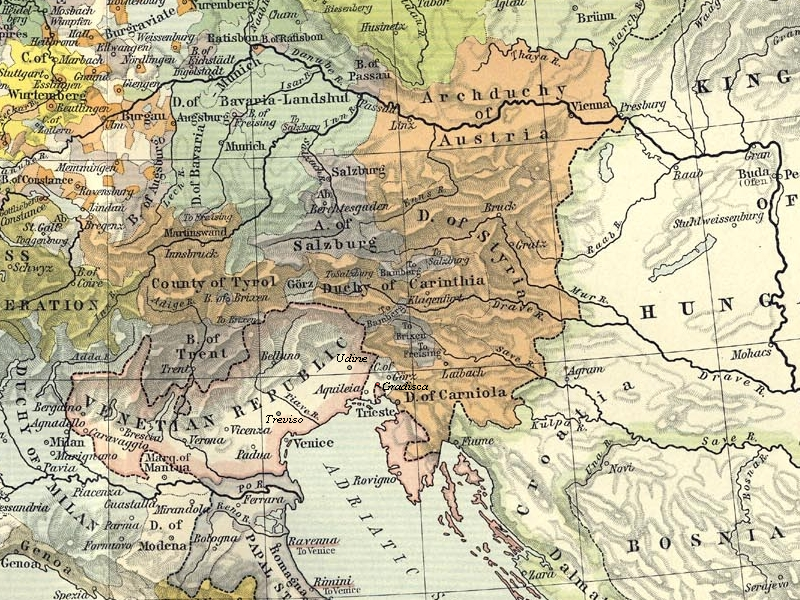
15. század végi térkép a régióról. A Görzi grófság maradékai lent, középen (két helyen).

1429-ben a grófság újraegyesült VI. Henrik gróf alatt. A fia, Leonárd, az utolsó görzi gróf 1500-ban halt meg. Bár Görz területeire Velence is igényt tartott, egy öröklési szerződés révén a Habsburg I. Miksa császárra szálltak.
A lienzi környéki területeket a tiroli koronabirtokokkal együtt igazgatták. A görzi „belső grófság” a Német-római Birodalom választófejedelemsége maradt (németül Reichsstand) az Ausztriai körzetben, Belső-Ausztria főhercegeinek uralma alatt, capitano című helytartók kormányzásában. Hozzá tartozott az Isonzó-völgy Aquileiáig, Cormons és Duino környéke és a korábbi velencei erősség Gradisca d’Isonzo, amelyet a császári csapatok 1511-ben foglaltak el. Monfalcone a Velencei Köztársaság ellenőrzése alatt állá enklávé volt 1420 és 1797 között. 1647-ben III. Ferdinánd császár leválasztotta Görzről Gradisca grófságot udvaronca, Johann Anton von Eggenberg számára. 1747-ben visszatért Görzhöz, és az újraegyesült terület neve Görz és Gradisca választófejedelemség lett (németül Gefürstete Grafschaft Görz und Gradisca), a Habsburg Birodalom koronabirtoka.

## Fordítás
- Ez a szócikk részben vagy egészben  a   County of Gorizia című angol Wikipédia-szócikk ezen változatának fordításán alapul.  Az eredeti cikk szerkesztőit annak laptörténete sorolja fel. Ez a jelzés csupán a megfogalmazás eredetét és a szerzői jogokat jelzi, nem szolgál a cikkben szereplő információk forrásmegjelöléseként.